# Approximation aux petits angles

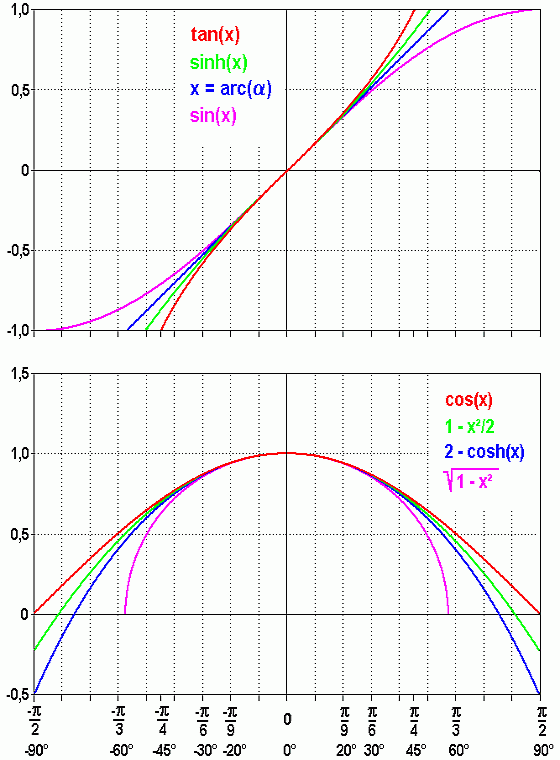
Comportement à peu près égal de certaines fonctions (trigonométriques) pour

Les approximations aux petits angles peuvent être utilisées pour approximer les valeurs des principales fonctions trigonométriques, à condition que l'angle en question soit petit et qu'il se mesure en radians :
{\displaystyle {\begin{aligned}\sin \theta &\approx \theta \\\cos \theta &\approx 1-{\frac {\theta ^{2}}{2}}\approx 1\\\tan \theta &\approx \theta \end{aligned}}}
Ces approximations ont un large panel d'utilisations dans les domaines de la physique et de l'ingénierie, notamment la mécanique, l'électromagnétisme, l'optique, la cartographie, l'astronomie et l'informatique,. L’une des raisons à cela est qu’elles peuvent grandement simplifier les équations différentielles pour lesquelles une très grande précision n'est pas nécessaire.
Il existe plusieurs manières de démontrer l'approximations aux petits angles. La méthode la plus directe consiste à tronquer la série de Taylor pour chacune des fonctions trigonométriques. D'après l' ordre de l'approximation, {\displaystyle \textstyle \cos \theta } est approximé comme  {\displaystyle 1} ou comme {\textstyle 1-{\frac {\theta ^{2}}{2}}}.

## Démonstrations

### Graphique
Les figures 1 et 2 ci dessous montrent la précision des approximations. À mesure que la mesure de l'angle se rapproche de zéro, la différence entre l'approximation et la fonction d'origine se rapproche également de 0.

Figure 1.Une comparaison des fonctions trigonométriques impaires de base avec θ. On voit que plus l'angle s'approche de 0, plus les approximations s'améliorent.
Figure 2.Une comparaison de cos θ à  1 − θ2/2

### Géométrie
La section rouge à droite, d, est la différence entre les longueurs de l'hypoténuse, H, et le côté adjacent, A . Comme indiqué, H et A ont presque la même longueur, ce qui signifie que cos θ est proche de 1 et θ2/2 augmente la précision en réduisant la section rouge.{\displaystyle \cos {\theta }\approx 1-{\frac {\theta ^{2}}{2}}}La longueur du côté opposé, O, est approximativement égal à la longueur de l'arc bleu, s . D'après la géométrie, s = Aθ, et la trigonométrie, sin θ = O/H et tan θ = O/A et de la photo, 0 {\displaystyle O\approx s} et {\displaystyle H\approx A} mène à:{\displaystyle \sin \theta ={\frac {O}{H}}\approx {\frac {O}{A}}=\tan \theta ={\frac {O}{A}}\approx {\frac {s}{A}}={\frac {A\theta }{A}}=\theta .}Après simplification,{\displaystyle \sin \theta \approx \tan \theta \approx \theta .}

### Calcul
En utilisant le Théorème des gendarmes, nous pouvons prouver que{\displaystyle \lim _{\theta \to 0}{\frac {\sin(\theta )}{\theta }}=1,}qui est une reformulation formelle de l'approximation {\displaystyle \sin(\theta )\approx \theta } pour de petites valeurs de θ.
Une application plus prudente du théorème de compression prouve que{\displaystyle \lim _{\theta \to 0}{\frac {\tan(\theta )}{\theta }}=1,}d'où nous concluons que {\displaystyle \tan(\theta )\approx \theta } pour de petites valeurs de θ . Enfin, la règle de L'Hôpital nous dit que{\displaystyle \lim _{\theta \to 0}{\frac {\cos(\theta )-1}{\theta ^{2}}}=\lim _{\theta \to 0}{\frac {-\sin(\theta )}{2\theta }}=-{\frac {1}{2}},}qui se réorganise en {\textstyle \cos(\theta )\approx 1-{\frac {\theta ^{2}}{2}}} pour de petites valeurs de θ . Alternativement, nous pouvons utiliser la formule du double angle {\displaystyle \cos 2A\equiv 1-2\sin ^{2}A}. En laissant {\displaystyle \theta =2A}, on a {\textstyle \cos \theta =1-2\sin ^{2}{\frac {\theta }{2}}\approx 1-{\frac {\theta ^{2}}{2}}}.

### Algèbre

L'approximation aux petits angles de la fonction sinus.

Le développement de Maclaurin (le développement de Taylor autour de 0) de la fonction sinus est{\displaystyle {\begin{aligned}\sin \theta &=\sum _{n=0}^{\infty }{\frac {(-1)^{n}}{(2n+1)!}}\theta ^{2n+1}\\&=\theta -{\frac {\theta ^{3}}{3!}}+{\frac {\theta ^{5}}{5!}}-{\frac {\theta ^{7}}{7!}}+\cdots \end{aligned}}}où θ est l'angle en radians. De manière plus claire,{\displaystyle \sin \theta =\theta -{\frac {\theta ^{3}}{6}}+{\frac {\theta ^{5}}{120}}-{\frac {\theta ^{7}}{5040}}+\cdots }Le deuxième terme le plus significatif (de troisième ordre) se décompose en cube du premier terme; ainsi, même pour un angle tel que 0,01, la valeur du deuxième terme le plus significatif est de l'ordre de 0,000 001, ou1/10 000 du premier terme. On peut ainsi approximer sans problème :{\displaystyle \sin \theta \approx \theta }Alors, puisque le cosinus d'un petit angle est très proche de 1, et que la tangente est donnée par le sinus divisé par le cosinus,{\displaystyle \tan \theta \approx \sin \theta \approx \theta ,}

## Erreur des approximations

Figure 3. Un graphique des erreurs relatives pour les approximations aux petits angles.

La figure 3 montre les erreurs relatives des approximations aux petits angles. Les angles pour lesquels l'erreur relative dépasse 1 % sont les suivants :
- cos θ ≈ 1 à environ 0.1408 radians (8.07°)
- tan θ ≈ θ à environ 0.1730 radians (9.91°)
- sin θ ≈ θ à environ 0.2441 radians (13.99°)
- cos θ ≈ 1 − θ2/2 à environ 0.6620 radians (37.93°)

## Somme et différence d'angle
Lorsque l'un des angles est petit (ici {\displaystyle \beta \approx 0}), les théorèmes d'addition et de soustraction d'angle se réduisent à:
| cos(α + β) | ≈ cos(α) − β sin(α), |
| cos(α − β) | ≈ cos(α) + β sin(α), |
| sin(α + β) | ≈ sin(α) + β cos(α), |
| sin(α − β) | ≈ sin(α) − β cos(α). |